# Anisakidae
Anisakidae è una famiglia di Nematodi appartenente all'ordine degli Ascaridida.
Alla famiglia vengono ascritti numerosi generi tra cui:
- Anisakis
- Contracaecum
- Goezia
- Heterotyphlum
- Paranisakis
- Phocanema
- Phocascaris
- Pseudoterranova
- Raphidascaroides
- Rhaphidascaris
- Sulcascaris
- Terranova
- Thynnascaris

Le specie appartenenti ai generi Anisakis e Pseudoterranova, in particolare, sono da considerarsi fra le più pericolose per la salute umana,  in quanto portano a patologie gravi all'apparato gastrointestinale umano e forti reazioni allergiche.